# Nerw łzowy

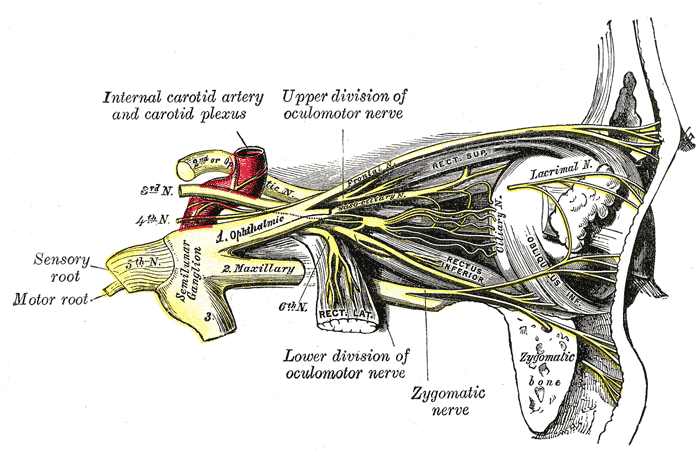
Nerwy oczodołu, nerw łzowy podpisany Lacrimal N.

Nerw łzowy (łac. nervus lacrimalis) – w anatomii człowieka jedna z trzech głównych gałęzi nerwu ocznego.
Z głównych gałęzi wspomnianego już nerwu ocznego, który sam jest najcieńszą i najwyżej położoną gałązką nerwu trójdzielnego, nerw łzowy przebiega najbardziej bocznie. Ustępuje on też dwóm pozostałym odgałęzieniom (nerwu czołowemu i nosowo-rzęskowemu) pod względem grubości.

## Przebieg
By dostać się do oczodołu, nerw przechodzi przez szczelinę oczodołową górną w jej bocznej części, kierując się w kierunku przednim i mijając po drodze mięsień prosty boczny, położony poniżej opisywanego nerwu.
Nerw ten w unerwianej przez siebie okolicy kąta bocznego oka przechodzi przez znajdujący się tam gruczoł łzowy, wcześniej ulegając podziałowi.

## Gałęzie
Wyróżnia się dwie gałęzie nerwu łzowego.
- Gałąź górna (ramus superior) – przebiegają w niej gałązki czuciowe od gruczołu łzowego, zaopatruje także spojówkę, górną powiekę i skórę w okolicy bocznego kąta oka[1].
- Gałąź dolna (ramus inferior) – schodzi ona, by połączyć się z nerwem jarzmowym. Gałązki zaopatrują gruczoł łzowy, ale w przeciwieństwie do gałęzi górnej w tym przypadku pojawiają się także włókna przywspółczulne z nerwu twarzowego, wpływające na czynność wydzielniczą gruczołu[1].

## Zmienność
Występowanie omawianego tu nerwu nie jest stałe, może go w ogóle brakować. W takim przypadku, a także wtedy, gdy nerw jest zredukowany, rolę jego pełni nerw jarzmowo-skroniowy.